# إلين فرايز
إلين فرايز (بالسويدية: Ellen Fries) هي مُدرسة ومؤرخة وصحفية وكاتِبة سويدية، ولدت في 23 سبتمبر 1855 في Törnsfalls community ‏ في السويد، وتوفيت في 31 مارس 1900 في City of Stockholm (former municipality) ‏ في السويد.